# Yebes
Yebes ist eine Stadt in der spanischen Provinz Guadalajara. 2024 hatte die Gemeinde 5.421 Einwohner dank der ab 2004 in 10 km Entfernung gebauten Planstadt Valdeluz. Vor deren Bau betrug die Einwohnerzahl 2006 dagegen noch 239 und 2002 nur 167. Die Fläche der Gemeinde beträgt 17 Quadratkilometer. Der Ort liegt südlich der Nationalstraße von Guadalajara nach Sacédon.
Yebes liegt 879 m über dem Meeresspiegel in der Hochebene von Alcarria. Die Gegend hat viele Eichenwälder und wird landwirtschaftlich genutzt. Im Gebiet der Gemeinde ist ein Sanatorium für psychisch Kranke (Sanatorio de Alcohete).

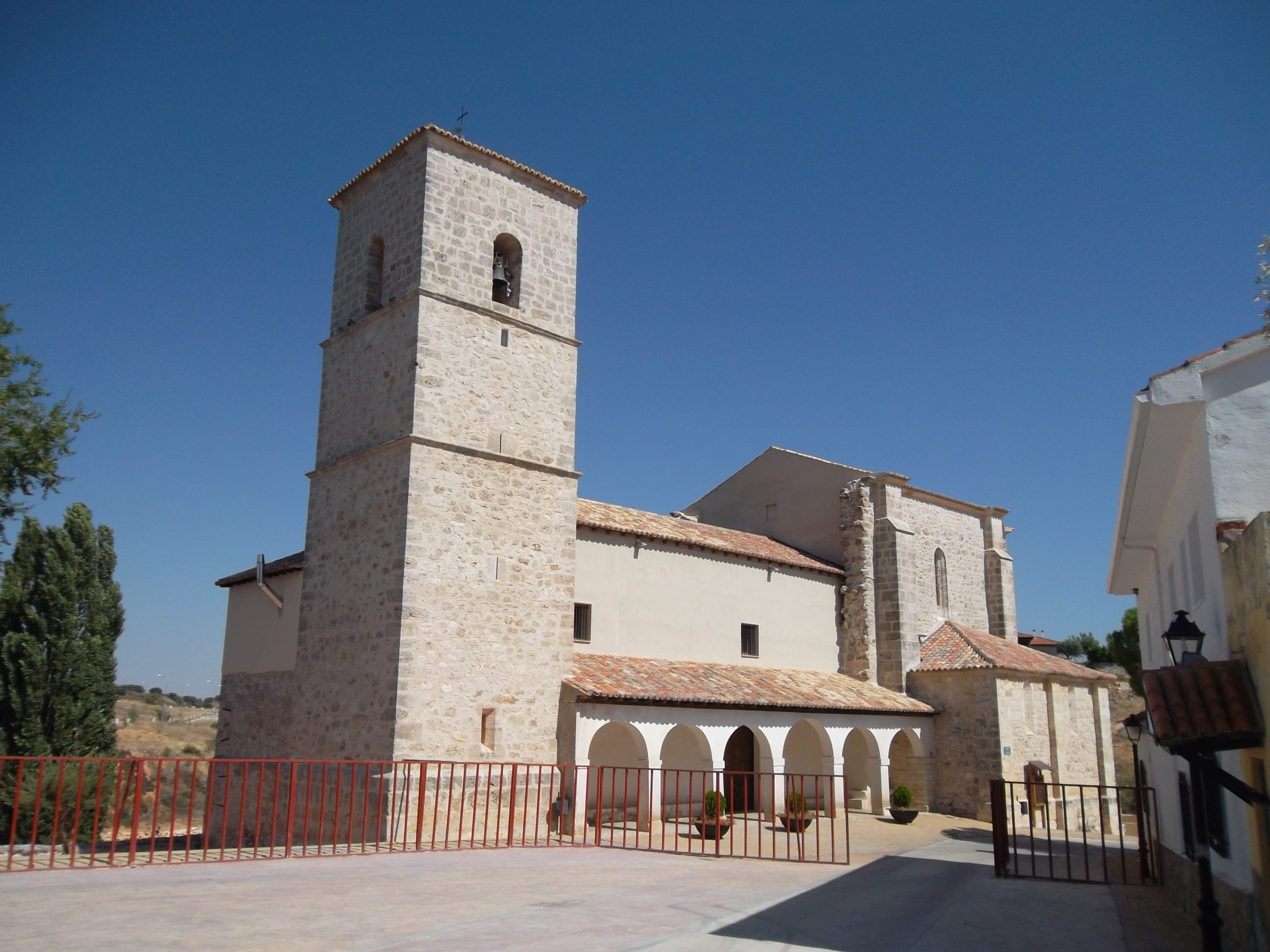
Kirche San Bartolomé

Der Ort gehört seit der Reconquista zu Guadalajara. 1648 verkaufte Philipp IV. Yebes und Valdarachas an Juan Esteban Imbrea. Die Pfarrkirche San Bartolomé ist aus dem 16. Jahrhundert.
Neben der alten Ortschaft entstand ab 2004 in 10 km Entfernung die neue Stadt Valdeluz. Dort gibt es einen Bahnhof der Hochgeschwindigkeitsstrecke Madrid–Barcelona.
Nahe Yebes ist das 40-m-Radioteleskop des Yebes-Observatoriums.
Der Hauptgürtelasteroid (4661) Yebes ist nach der Stadt benannt.